# NK Jadran Komiža
NK Jadran, hrvatski nogometni iz Komiže.

## Povijest
Osnovan je 1945. godine. F. Zanki bio je prvim predsjednikom. Jadran se natjecao od 1952. godine. Članom splitskoga nogometnog podsaveza do 1969. godine. Ugašen iste godine.